# Herb powiatu lubartowskiego
Herb powiatu lubartowskiego – jeden z symboli powiatu lubartowskiego, autorstwa Henryka Seroki i Dariusza Dessauera, ustanowiony 23 października 2006.

## Wygląd i symbolika
Herb przedstawia na tarczy  dwudzielnej w słup w polu prawym czerwonym połuorła srebrnego ze złotym dziobem, szponami i takąż koroną na głowie, a w polu lewym błękitnym połulampart srebrny.